# AFC President’s Cup 2011

Wettbewerbslogo

Der AFC President’s Cup 2011 war die siebte Austragung des AFC President’s Cups, dem Vereinswettbewerb für die schwächsten asiatischen Fußball-Verbände. Alle zwölf teilnehmenden Mannschaften waren amtierende Landesmeister.
Wie auch schon 2008 und 2009 wurde der Wettbewerb nicht komplett an einem Ort ausgetragen. Die Vorrundengruppen wurden jeweils als Turnier in einer Stadt ausgespielt. Phnom Penh, die Hauptstadt Kambodschas, war Gastgeber der Gruppe A, Rangun in Myanmar war Gastgeber der Gruppen B, während die Spiele der Gruppe C in Kathmandu, Nepal ausgetragen wurden. Danach fanden anstatt der Halbfinals zwei Gruppen mit je drei Vereinen pro Gruppe statt. Austragungsort dieser Gruppen war Kaohsiung, Taiwan. Die Finale fand ebenso in Kaohsiung statt.

## Qualifizierte Mannschaften
| Mannschaft            | Liga / Titel                                      |
| --------------------- | ------------------------------------------------- |
| Abahani Ltd. Dhaka    | B. League: Meister 2009/10                        |
| Yeedzin FC            | A-Division: Meister 2010                          |
| Phnom Penh Crown      | Cambodian League: Meister 2010                    |
| Neftchi Kochkor-Ata   | Top Liga: Meister 2010                            |
| Yadanarbon FC         | Myanmar National League: Meister 2010             |
| Nepal Police Club     | Martyr’s Memorial A-Division League: Meister 2010 |
| WAPDA F.C.            | Pakistan Premier League: Meister 2010             |
| Jabal al-Mukaber Club | West Bank Premier League: Meister 2009/10         |
| Don Bosco             | Kit Premier League: Meister 2010/11               |
| Taiwan Power Company  | Enterprise Football League: Meister 2010          |
| Istiqlol Dushanbe     | Wysschaja Liga: Meister 2010                      |
| Balkan                | Ýokary Liga: Meister 2010                         |

## Gruppenphase

### Gruppe A
Gastgebender Verein war der Phnom Penh Crown. Die Spiele fanden im Olympiastadion Phnom Penh in Phnom Penh, Kambodscha statt.
| Pl. | Verein              | Sp. | S | U | N | Tore    | Diff. | Punkte |
| --- | ------------------- | --- | - | - | - | ------- | ----- | ------ |
| 1.  | Neftchi Kochkor-Ata | 3   | 3 | 0 | 0 | 005:000 | +5    | 09     |
| 2.  | Phnom Penh Crown    | 3   | 2 | 0 | 1 | 004:100 | +3    | 06     |
| 3.  | Abahani Ltd. Dhaka  | 3   | 1 | 0 | 2 | 004:400 | ±0    | 03     |
| 4.  | Don Bosco           | 3   | 0 | 0 | 3 | 001:900 | −8    | 0      |

| 21. Mai 2011        |     |                     |
| Neftchi Kochkor-Ata | 2:0 | Abahani Ltd. Dhaka  |
| Phnom Penh Crown    | 3:0 | Don Bosco           |
| 23. Mai 2011        |     |                     |
| Don Bosco           | 0:2 | Neftchi Kochkor-Ata |
| Abahani Ltd. Dhaka  | 0:1 | Phnom Penh Crown    |
| 25. Mai 2011        |     |                     |
| Abahani Ltd. Dhaka  | 4:1 | Don Bosco           |
| Phnom Penh Crown    | 0:1 | Neftchi Kochkor-Ata |

### Gruppe B
Gastgebender Verein war der Yadanarbon FC. Die Spiele fanden im Thuwanna-Stadion in Rangun, Myanmar statt.
| Pl. | Verein                | Sp. | S | U | N | Tore    | Diff. | Punkte |
| --- | --------------------- | --- | - | - | - | ------- | ----- | ------ |
| 1.  | Istiqlol Dushanbe     | 3   | 2 | 1 | 0 | 011:100 | +10   | 07     |
| 2.  | Yadanarbon FC         | 3   | 2 | 1 | 0 | 011:400 | +7    | 07     |
| 3.  | Jabal al-Mukaber Club | 3   | 1 | 0 | 2 | 010:600 | +4    | 03     |
| 4.  | Yeedzin FC            | 3   | 0 | 0 | 3 | 000:210 | −21   | 0      |

| 13. Mai 2011      |     |                   |
| Yadanarbon FC     | 6:0 | Yeedzin FC        |
| Istiqlol Dushanbe | 2:0 | Jabal Al Mukaber  |
| 15. Mai 2011      |     |                   |
| Yeedzin FC        | 0:8 | Istiqlol Dushanbe |
| Jabal Al Mukaber  | 3:4 | Yadanarbon FC     |
| 17. Mai 2011      |     |                   |
| Yadanarbon FC     | 1:1 | Istiqlol Dushanbe |
| Jabal Al Mukaber  | 7:0 | Yeedzin FC        |

### Gruppe C
Gastgebender Verein war der Nepal Police Club. Die Spiele fanden im Dasarath Rangasala Stadium und Halchowk Stadium in Kathmandu, Nepal statt.
| Pl. | Verein               | Sp. | S | U | N | Tore    | Diff. | Punkte |
| --- | -------------------- | --- | - | - | - | ------- | ----- | ------ |
| 1.  | Taiwan Power Company | 3   | 2 | 1 | 0 | 005:100 | +4    | 07     |
| 2.  | Balkan               | 3   | 2 | 1 | 0 | 004:100 | +3    | 07     |
| 3.  | WAPDA F.C.           | 3   | 1 | 0 | 2 | 002:400 | −2    | 03     |
| 4.  | Nepal Police Club    | 3   | 0 | 0 | 3 | 000:500 | −5    | 0      |

| 20. April 2011       |     |                      |
| Nepal Police Club    | 0:2 | WAPDA F.C.           |
| Taiwan Power Company | 1:1 | Balkan               |
| 22. April 2011       |     |                      |
| WAPDA F.C.           | 0:3 | Taiwan Power Company |
| Balkan               | 2:0 | Nepal Police Club    |
| 24. April 2011       |     |                      |
| Nepal Police Club    | 0:1 | Taiwan Power Company |
| Balkan               | 1:0 | WAPDA F.C.           |

## Finalrunde
Die Halbfinalgruppen wurden zwischen 19. und 23. September 2011 ausgetragen, das Finale fand am 25. September statt. Die Spiele fanden im World Games Stadion in Kaohsiung, Taiwan statt.

### Gruppe 1
| Pl. | Verein               | Sp. | S | U | N | Tore    | Diff. | Punkte |
| --- | -------------------- | --- | - | - | - | ------- | ----- | ------ |
| 1.  | Taiwan Power Company | 2   | 2 | 0 | 0 | 006:300 | +3    | 06     |
| 2.  | Balkan               | 2   | 1 | 1 | 0 | 004:500 | −1    | 04     |
| 3.  | Istiqlol Dushanbe    | 2   | 0 | 1 | 1 | 001:300 | −2    | 01     |

| 19. September 2011   |     |                      |
| Istiqlol Dushanbe    | 0:2 | Taiwan Power Company |
| 21. September 2011   |     |                      |
| Balkan               | 1:1 | Istiqlol Dushanbe    |
| 23. September 2011   |     |                      |
| Taiwan Power Company | 4:3 | Balkan               |

### Gruppe 2
| Pl. | Verein              | Sp. | S | U | N | Tore    | Diff. | Punkte |
| --- | ------------------- | --- | - | - | - | ------- | ----- | ------ |
| 1.  | Phnom Penh Crown    | 2   | 2 | 0 | 0 | 006:100 | +5    | 06     |
| 2.  | Neftchi Kochkor-Ata | 2   | 1 | 0 | 1 | 009:400 | +5    | 03     |
| 3.  | Yadanarbon FC       | 2   | 0 | 0 | 2 | 002:120 | −10   | 0      |

| 19. September 2011  |     |                     |
| Phnom Penh Crown    | 2:1 | Neftchi Kochkor-Ata |
| 21. September 2011  |     |                     |
| Yadanarbon FC       | 0:4 | Phnom Penh Crown    |
| 23. September 2011  |     |                     |
| Neftchi Kochkor-Ata | 8:2 | Yadanarbon FC       |

### Finale
Das Spiel fand am 25. September 2011 um 19:00 Uhr im World Games Stadion in Kaohsiung statt.
|                         | Ergebnis |                  |
| ----------------------- | -------- | ---------------- |
| Taiwan Power Company FC | 3:2      | Phnom Penh Crown |